# Mise sur agenda

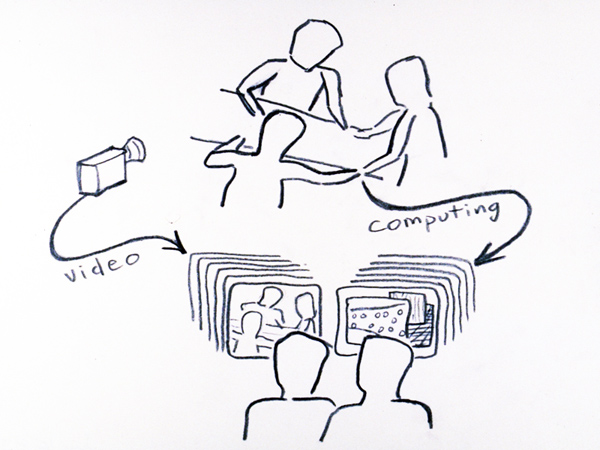
MediaSpaceConceptDrawing1982 w600.
Un schéma conceptuel original pour un Espace Média.

La mise à l’agenda (en anglais, agenda setting) est un concept de sociologie politique. Elle désigne le passage d'un problème du domaine de la nature ou du privé au domaine public, c'est-à-dire le moment où un problème devient un problème public. Elle renvoie à « l’ensemble des problèmes faisant l’objet d’un traitement, sous quelque forme que ce soit, de la part des autorités publiques et donc susceptibles de faire l’objet d’une ou plusieurs décisions ». Aussi, « la mise à l'agenda appelle et justifie une intervention publique légitime sous la forme d'une décision des autorités publiques, quelles qu'en soient la forme (gouvernementale, législative, administrative) et la modalité (mesures d'urgence, plan d'action à plus long terme, loi, décision administrative ou financière, désignation d'une commission, etc.) ».
Le concept est développé par les chercheurs américains Maxwell McCombs et Donald Shaw. Il décrit initialement la fonction des médias de masse qui exercent un effet important sur la formation de l'opinion publique, en imposant le calendrier de certains événements et la hiérarchie de sujets.

## Agenda systémique et agenda institutionnel
Roger Cobb et Charles Elder distinguent deux types d’agenda : 
- l’agenda systémique : la question est débattue par les instances politiques, elle donne lieu à des prises de position, etc. ;
- l’agenda institutionnel : on commande un rapport, on élabore un projet de loi et on l’inscrit à l’ordre du jour des assemblées, etc.).

Pour Philippe Garraud, l'agenda politique est "l'ensemble des problèmes faisant l’objet d’un traitement sous quelque forme que ce soit de la part des autorités politiques et donc susceptible de faire l’objet d’une ou plusieurs décisions."

## Lesclaimsmaker
Avant les années 1960-1970, on considérait que la mesure de l'importance d’un problème social se faisait par des outils très objectifs, quantitatifs (statistiques). Dans la ligne de la sociologie de la déviance, les sociologues des problèmes publics vont progressivement s’inscrire contre ces approches. À partir des années 1970, on se dégage de cette mesure objective pour s’interroger sur l’équivalent des « entrepreneurs de causes » de Howard Becker. Appliquée à la mise sur agenda, ces entrepreneurs de cause deviennent des claimsmakers, « entrepreneurs de plaintes », qui construisent et mettent en avant des problèmes sociaux.
Ainsi, la mise en lumière des problèmes sociaux est inégalement répartie selon les individus, certains, les « entrepreneurs de plaintes » ayant plus de facilité. A ce propos, Robert et Muller parle du modèle de « l'action corporatiste silencieuse » : il s’agit de groupes professionnels, de groupes d’intérêts capables de faire entendre leur voix directement auprès de décideurs publics de telle sorte que leurs intérêts soient défendus. On observe que ces groupes ont une capacité plus grande que d’autres à se faire entendre. Il y a donc, au sein même des entrepreneurs de plaintes, une inégale répartition de la capacité à mettre sur l'agenda des problèmes qu'ils mettent en avant.

## Rôle des arènes
Dans l'article fondateur « L'émergence et la disparition des problèmes sociaux », Stephen Hilgartner et Charles Bosk mettent en avant l'idée d'arènes de débats publics. Ils en définissent plusieurs (arène judiciaire, parlementaire, administrative, médiatique, des mobilisations...).
Pour eux, chaque arène a ses propres logiques de fonctionnement et, mécaniquement, ne porte pas les mêmes problèmes (on ne s’adresse pas aux tribunaux et aux syndicats pour les mêmes choses, ni aux mêmes conditions…). Chacune a une capacité de prise en charge limitée : qu’il s’agisse du nombre de sujets pouvant être traités au journal télévisé, ou devant tel ou tel tribunal… il y a toujours une contrainte de capacité. Cela implique une compétition entre les différents problèmes qui cherchent à avoir une existence publique. Ainsi, la mise sur agenda, qui passe par ces arènes de débats publics, contient ses propres logiques.

## Fenêtre d'opportunité
Dans son ouvrage Agendas, alternatives et politiques publiques, John Kingdon, politologue américain, se veut un peu plus systématique que les travaux précédents. Il met en évidence la coexistence de trois flux, ou courants, parcourant la société. Ces trois courants ont chacun une logique, et leur rencontre formant une fenêtre d’opportunité, aussi appelée fenêtre politique.
- Flux des problèmes : Formuler des problèmes auxquels les autorités publiques prêtent attention (ils ont déjà accédé à l’arène publique et ont déjà l’attention des pouvoirs publics)
- Flux des « policies » : Politiques publiques susceptibles d’être mobilisées par les pouvoirs publics. Stocks de solutions disponibles.
- Flux de la politique (« politics ») : Au sens cette fois des luttes entre les acteurs politiques (calendrier,échéances électorales, lutte entre partis politiques…)

On peut avoir prise de politique publique au moment où un problème (flux 1) rencontre une solution (flux 2) à un moment où les acteurs politiques sont disponibles (flux 3).